# Сапа Арена
Стадион «Сапа Арена» (швед. Sapa Arena) — спортивное сооружение в Ветланде, Швеция. Сооружение предназначено для проведения матчей по хоккею с мячом и хоккею с шайбой. Арену для домашних игр использует команда по хоккею с мячом — Ветланда. Трибуны спортивного комплекса вмещают 1 500 зрителей.
Открыта арена в 2011 году рядом со старой площадкой Чусткулле.
Инфраструктура: искусственный лёд, крыша.

## Информация
Адрес: Швеция, Ветланда